# Supranacionalidad
La supranacionalidad es un sistema político y de gobierno en el cual un conjunto de Estados ceden y comparten parte de su soberanía (en mayor o menor medida, dependiendo del grado de supranacionalidad) a una entidad superior, atribuyéndole y compartiendo a este, ciertas competencias de gobierno. Uno de los objetivos de los gobiernos supranacionales desde el punto de vista del globalismo es la internacionalización de la economía, la implantación de sistemas monetarios supranacionales, etc. , aunque se pueden tener otros objetivos, como la regulación de las transacciones internacionales y la preservación de los derechos humanos, el medio ambiente y otros objetivos similares.
Es importante diferenciar el término nación de Estado, ya que el primero tiene un sentido más bien cultural e histórico y el segundo tiene que ver con las estructuras gubernamentales que pueden tener una nación o un conjunto de naciones.
La supranacionalidad se advierte especialmente en que las decisiones de los organismos no necesitan ser refrendadas por los Estados para entrar en vigor (a diferencia de los tratados internacionales clásicos).

## La Unión Europea
La Unión Europea es la única organización internacional en el mundo que, en la actualidad, se considera una organización supranacional. Las decisiones tomadas en el seno de sus instituciones —incluso aquellas que se han tomado por mayoría— no pueden ser revocadas por los Estados de la Unión. De esta forma, las decisiones comunitarias, sentencias del TJUE, y la legislación europea (Derecho de la Unión) tienen prioridad/primacía sobre el derecho nacional y deben ser aplicadas obligatoriamente; son vinculantes en cuanto a sus objetivos, aunque, en ocasiones, se deje libertad a los Estados miembros en cuanto a la forma de su aplicación, como es el caso de las directivas. Por ello, se dice que en la UE hay cesión voluntaria de soberanía, lo que es la característica más neta de la supranacionalidad.
En algunos aspectos y competencias de gobierno, los Estados guardan la última palabra; las decisiones se han de tomar por unanimidad (por ejemplo en los Asuntos Exteriores o la política de Defensa) o por mayoría cualificada, dependiendo del asunto que se trate.